# Delta (família de foguetes)

A família de foguetes Delta.

A família de foguetes Delta é um conjunto de veículos de lançamento descartáveis de origem Norte americana.
Os primeiros modelos surgiram em 1960, tendo sido lançados mais de 300 foguetes Delta com uma taxa de sucesso de 95%. Dois modelos dessa família ainda permanecem em uso: o Delta II e o Delta IV.
Os foguetes Delta, são fabricado e lançados hoje em dia pela United Launch Alliance.

## Modelos
- Identificação por letras
  - Delta A
  - Delta B
  - Delta C
  - Delta D
  - Delta E
  - Delta F
  - Delta G
  - Delta J
  - Delta K
  - Delta L
  - Delta M
  - Delta N
  - Delta P

- Identificação por números
  - Delta 0100
  - Delta 1000-Series
  - Delta 2000-Series
  - Delta 3000-Series
  - Delta 4000-Series
  - Delta 5000-Series
  - Delta II series
    - Delta 6000-Series
    - Delta 7000-Series
    - Delta II Med-Lite
    - Delta II Heavy

  - Delta III (8000-Series)
  - Delta IV (9000-series)
    - Delta IV Heavy